# Mizuki Nomura
Mizuki Nomura (野村美月?, Nomura Mizuki; Fukushima, ...) è una scrittrice giapponese di light novel e manga.
Ha vinto il primo premio nella categoria romanzi del terzo Premio Entame, tenuto dalla Enterbrain nel 2003, grazie alla sua opera Takkyū-ba.

## Opere
- Takkyū-ba (卓球場?)
- Tenshi no baseball (天使のベースボール?, Tenshi no bēsubōru)
- Bad! Daddy
- Usa koi (うさ恋。?)
- Bungaku shōjo (文学少女?)
- Hikaru ga chikyū ni ita koro (ヒカルが地球にいたころ?)
- Dress na boku ga yangotonaki katagata no kateikyōshi-sama na kudan (ドレスな僕がやんごとなき方々の家庭教師様な件?)
- Kyūketsuki ni natta kimi ha eien no ai o hajimeru (吸血鬼になったキミは永遠の愛をはじめる?)